# Henrietta Rose-Innes
Henrietta Rose-Innes (Ciudad del Cabo, 14 de septiembre de 1971) es una escritora sudafricana galardonada en 2008 con el Premio Caine.

## Biografía
Rose-Innes ha sido becaria de literatura en la Akademie Schloss Solitude en Stuttgart (2007-2008), en el Bellagio Centre de la Fundación Rockefeller y el Château de Lavigny, Lausana. 
Ha estudiado un doctorado en la Universidad de Anglia del Este.

### Novelas
- Green Lion (2015)
- Nineveh (2011)
- The Rock Alphabet (2004)
- Shark's Egg (2000)